# うちの子にかぎって…
『うちの子にかぎって…』（うちのこにかぎって）は、TBS系列で1984年に放送された、小学校を舞台とするテレビドラマ。放送時間帯は毎週金曜20時台であった。自由奔放な子共たちが騒動を起こす。田村正和のコメディドラマ路線の第一作で、田村の転機となった作品である。視聴率は20パーセントを超えるなどヒット作となった。田村はこの作品に出演したことは「古畑任三郎に出演したことと同じ位によかった」と後に回想した。

## 概要
この枠の前作『家族ゲームII』は、本来2クールの放送予定であったが、視聴率低迷のため打ち切りとなり急遽本作が企画、制作された。当時、夜8時台は思春期&青年期ゾーンで、特に1980年代前半のTBSには、月曜日の『水戸黄門』、『江戸を斬る』を除けば、火曜『青春諸君!』、『スチュワーデス物語』、『不良少女とよばれて』、水曜『噂の刑事トミーとマツ』、金曜『3年B組金八先生』、『青が散る』、『うちの子にかぎって…』等々と、若年層向けドラマがずらっと並んでいた。
先発の教室ドラマ『3年B組金八先生』に代表される「生徒を統めていく教師」という既存の学園ドラマのイメージを打破し、「生徒に振り回される教師」を描き、東京・吉祥寺の小学校が舞台であるが、そこには同じ設定の『熱中時代』（日本テレビ系）のようなほのぼの感はない。年中、騒がしい小学生たちが、大人をからかいまくって走り回る。5年3組の生徒たちと担任の石橋先生（田村正和）が繰り広げるコメディである。1987年放送のスペシャル版では、小学生同士のキスシーン（高橋良明と西尾まり）など、刺激的な描写でも話題となった。時代を反映しているシーンも少なからずあるほか、『北斗の拳』などTBS系列局以外の番組が取り上げられることもあった。また第1期の放送2年前である1982年に販売開始の紙おむつも登場している。
『うちの子にかぎって…』が打ち出したパロディ感覚と疾走感は、『熱中時代』や『3年B組金八先生』にはなかったもので、それが中山美穂主演の一連の思春期ドラマ『毎度おさわがせします』シリーズ（TBS、85～87年）、『な・ま・い・き盛り』（フジテレビ、86年）、『ママはアイドル!』（TBS、87年）など、次代の思春期ドラマの空気とリズムをつくっていく。また、その"時代の空気とリズム"が80年代後半のトレンディドラマに結びつきもする。そういった意味で、『うちの子にかぎって…』は、テレビドラマの空気とリズムをガラッと変えた作品である。

## あらすじ
石橋が、吉祥寺本町小学校5年3組の担任になる。クラスの子供たちは、遊びや塾に忙しい。子供たちは世相を反映し、世間に流されやすく、拝金的で、噂話に余念がない。毎回1人の児童の視点を中心に展開する。
第1期の約半年後に、次の学年の5年3組を舞台として第2期が放送された（第1話冒頭では3月22日の終業式直後の様子を描いている）。音楽はチェッカーズのアルバム『絶対チェッカーズ!!』を中心に、歌謡曲などから選曲されていた。

## シリーズ共通キャスト
石橋徹：田村正和
1947年4月26日生まれ。第1・2期ともに5年3組の担任を務める。出身地は京都府。いつも子供達に困らされる。
比較的真面目な性格であるが、教え子に振り回されることも多い。しかし、子供たちの個性を伸ばすという考えを常に持っており、人気は高い。
夏休みについては宿題を出さないことに決めているようで、「元気に遊んで来い」の一言で終わらせてしまうことが多いが、普段は子供たちを甘やかすことなく厳しい一面も見せる。
特撮物が好きなのか、『少年探偵団』の撮影現場では子供たちと一緒に熱心に見入っていた。
小学校の近くの2階建ての安アパートに住んでいる。本人はそれで居心地が良いと思っているが、妻からは不満を言われることも多い。一方、これらの要因もあって、他の教諭と比べて私生活が注目されやすい。
留学生を決めるにあたり、公平性を期すためにガラポンで決める。
石橋涼子：森下愛子
1959年生まれ。石橋の妻。元教え子で、夫のことを「先生」と呼ぶ。
小坂忠太郎：所ジョージ
もてない、さえない5年2組の担任。教師の仕事を聖職と豪語しており、告白してふられる様子が子どもたちの格好の噂の標的にされる。
誕生日は不明だが、みずがめ座（宝瓶宮）。血液型はO型。
第2期第2話で小坂を演じた所のレギュラー番組、『TV海賊チャンネル』（日本テレビ系列）でベッドシーンの中継が放送されたが、「（子供の教育に悪いから）イカン！」と断言している。なお、お色気に関するコーナーは郵政省（現・総務省）からクレームがつき、当時の国会（衆議院予算委員会）でも槍玉に上がったため、後に打ち切られた。
ドッグフードを食すこともある。
益田吾郎：林昭夫
校長。校内放送でのつまらない話が定番。
第2期第2話では『クイズ100人に聞きました』の出演オーディションに合格したことを小坂や荒牧らに伝えたが、小坂は出演を辞退し、テレビで同番組を視聴した。なお、同番組には益田・荒牧・矢野と石橋夫妻が出演したが、正解を1つも当てることができなかった。

## 第1期
中野：中村れい子
5年1組の担任。大卒後のまもない新米教師だが、いつも女子大生と間違われる。
1985年1月、お見合い結婚して学校を離れたが、わずか半年で夫婦関係に亀裂が生じるようになった（第2シリーズの第12話より）。
実は小坂のことが好き。
池田：宮本信子
5年4組の担任。若い先生たちには厳しいものの、彼らのペースには乗りやすい一面も。

### 5年3組児童
| - 市川司：嶋英二 - 学級委員に加わっておらず、塾にも通っていないという理由で新聞委員になる。しかし、その記事の内容が問題となり結局新聞作りをやめてしまう（第1話）。 - 井上元明：北尾伊織 - あまりもてない性格。パート2第8話では、海老沢和美の仲介で柴田晶子とデートをする。 - 梅沢一弘：平岡通威 - 小林稔：池谷健一 - 早乙女誠：矢野泰二 - 不良少年風の格好をしている。 - シナリオではレギュラー扱いだが、実際に登場したのは第6話の終盤と第7話の一部のシーンのみである。これは、第6話終盤で転校してきたという設定のため。 - 坂元安弘：高野浩昭 - 高野光生：星孝行 - 竹田義一：竹内章祝 - 眼鏡をかけている。 - 第2期第8話では、「いじめっ子保険」を開設。 - 塚本静二：高沼薫 - 津田降二：高橋誠 - 西川環：玉木潤 - 小柄な体形。みどりに好意を抱くが、フラれてばかりだった。 - 第2期第8話で、竹田と共に「いじめっ子保険」を開設するが、「疑惑のいじめ」のせいで赤字になってしまう。 - 原田幸太郎：細渕浩司 - 深見信哉：星野光司 - 優秀だが嫌味な性格。実は夜尿症に悩まされている。 - 藤村友治：満処哲史 - 松尾誠也：小森勇人 - 松本俊治：藤田健 - 松山忠男：宇梶忠男 - 宮田理：大嵩昇 - 森田茂樹：幸内康雄 - 青木朝子：大平江利子 - 長根めぐみ：荒井京子 - 石野正代：高橋奈緒 - 木村真純：小川広美 - 佐竹みどり：高橋リサ - 西伊豆に行ったりする自称「シティ・ギャル」。いつも片想い相手である西川をいびっている。 - 第2期第12話では子安次郎と付き合う。 - 重松久美子：浦明子 - 男子にプールに誘われるも、軽いノリで誘ってきたことに対して激怒する（第6話）。 - 吉岡洋子：白石三恵 - 永田真知子：近藤光子 - 西村美恵：村尾由紀子 - 萩原真美：藤田亜里早 - 父親が蒸発し、仕事で忙しい母親の代わりに兄弟の面倒を見ている。 - 似たような家庭環境の森田と恋仲になり、一緒に喫茶店に行ったりするようになった（第4話)。 - 平野千秋：田中智子 - 広瀬栞：片岡みえ - 深川高子：輿石恭代 - 当初は眼鏡をかけており、容貌にも自信を持てずにいた。しかし、石橋先生と涼子に励まされ自信をつける。その後コンタクトレンズを使用するようになる（第2話）。 - 百瀬礼奈：橘内亜紀 - 森ひろみ：岩瀬一美 - 渡辺厚子：安藤珠代 |

### ゲスト出演者
第1話
- 小坂の恋人：室井滋
- 市川英雄：綾田俊樹
  - 司の父。
- 市川真木子：日向明子
  - 司の母。美容室を経営。
- 木下加代子：濱島夏子
  - 兎の世話を積極的に行っていたが、転校してしまうことになる。
- 飼育係：奥村公延
  - 動物園の飼育係。兎たちの窮状を訴える。

第2話
- 中上綾：磯崎亜紀子
  - 芸能界入りを目指し、子供向けの番組に出演したりモデルとして活動していたが、ヌードモデルにされそうになったことで芸能界入りを断念。名門大学入学を目指すようになる。
  - 「サンデーチビッ子歌合戦スペシャル」では小泉今日子の「渚のはいから人魚」を歌唱した。
  - 第2期では、その人気から児童会の副会長候補となり、見事に当選する。
  - 登場回数こそ少なかったが、アイドル的な描写は視聴者にもインパクトを与えた。ちなみに、パート2では劇中で「天使のウインク」と「常夏娘」を歌う場面がある。
  - 生年月日については明確な描写はなかったが、パート2第1話にてみずがめ座という設定になっていた。
- 中上久子：木野花
- 中上慶三：斉藤晴彦
- 堀ちえみ
  - 本人役。

第3話
- 西川正夫：湯原昌幸（第7話にも出演）
  - 環の父親。息子が誘拐されたと聞いたときは騒いでいたが、実際はいたずらであることを見抜いていた。
- 西川明子：左時枝（第7話にも出演）
  - 環の母親。
- 深見信行：八名信夫
  - 信哉の父親で産婦人科医。
- 深見千恵：麻ミナ
  - 信哉の母親で産婦人科医。息子に家を継いでほしいと思っている。
- 原田幸平：冷泉公裕
  - 幸太郎の父。
- 原田和代：桐谷夏子
  - 幸太郎の母。

第4話
- 広瀬哲夫：高田純次
  - 栞の父。テレビが好きで酒とタバコが嫌い。
- 広瀬雅子：鷲尾真知子
  - 栞の母。夫とは対照的に酒豪。
- 萩原孝枝：きたむらあきこ
- 萩原麻美：土井麻祐子
- 森田正樹：大塚周夫
- 結婚紹介所員：須永慶
- 高木朗子：中村亜子
- 仲人：五月晴子

第5話
- 高野伸行：小林克也
  - 光生の父。息子の貯金を使い込んでいた。
- 高野美紀：岡本麗
  - 光生の母。
- 高野紀子：長島裕子
  - 光生の姉。
- 高橋一郎：柳沢慎吾
  - 大学生。光生から金を借りるが、徹夜の麻雀で使いこんでしまう。
- 高校生：増田康好

第6話
- 上原秀人：谷村隆之
  - 札幌からの転校生。成績優秀、スポーツ万能。チャリティー活動も率先して活動するなどスーパーヒーローになったが、同級生の鉛筆を折るなど、屈折した一面がある。
- 秀人の父：藤木孝

第7話
- 恵村萌子：山咲千里
  - 教育実習生として来た女子大生。池田のかつての教え子でもある。

## 第2期
石橋浩介：大田健一
1984年9月27日に生まれた二人の息子。紙おむつを当てられている（先生の母が縫った布おむつを涼子が使いたがらなかったため）。
荒牧：菅井きん
5年1組担任。51歳のベテラン教師。比較的温和な性格だが、老け顔なので実年齢よりも上に見られることが多い。
石橋の母親と似ている。
第2話で『クイズ100人に聞きました』に出演したときは問題を聞く前にはしゃぐなど、落ち着きを失っていたため関口から注意を受けたことがあった。同番組の収録後、トイレに行きたくなったときに「A化粧室」という看板が付いたドアを見付けてそのドアを開けたが、そこは関口の楽屋であった。荒牧はこの時、関口のファンであることを公言して握手をしている。
お年寄りとのゲートボール大会では大活躍する（第4話）。
矢野：仁科幸子
若手教師で、小坂に好かれている。星座はさそり座でAB型。

### 5年3組児童
| - 居作竜太郎：大原和彦 - 新聞販売店の息子。性格はお調子者且つ行動的な性格である。ジョークを飛ばしたり諏訪いづみをからかうために即興で「ギザギザハートの子守唄」の替え歌をつくり、自ら指揮をしたこともある。しかし、その才能は学校の成績には全く生かされておらず、授業中問題になかなか答えられないこともしばしばである。また、テストの点数も悪い。 - 牛乳は大の苦手で、一気飲みを仕方なくした際には吐き出してしまっている（第2話より）。 - 小遣い稼ぎのために父の仕事を手伝ったこともある。しかし、体力が続かずわずか3日で挫折してしまった。 - 声は非常に高く、それ故に声変わりしないことを悩みと考えているようである。一度、（本人は知らないが）同級生の岡田和人が行っていた電話相談に電話をかけてそのことを相談したが、「あそこの毛（陰毛）が生えるまでは無理」と返されてしまった - 劇中で水戸黄門ごっこをしたときにそれを嫌がった女子のクラスメイトが乱入し、女子のクラスメイトに「お前はもう死んでいる」（『北斗の拳』の主人公、ケンシロウの名ゼリフ）と言ったことがあった。その後はプロレスごっことなり、女子から一方的にプロレス技を受けた（ともに第2話より）。 - 劇中で「浪花節だよ人生は」を歌う場面もあった。 - シリーズ最終話で、急性胃炎で入院した際には、癌で余命あとわずかと誤解され、騒動になる。ちなみに、この誤解は居作が「クラスのガン」と呼ばれていることが原因で生じたものである（普段は苗字で呼ばれている）。 - 周りを騒動に巻き込むイメージが強いが、一方で修学旅行のとき、芹沢朋子と林絵里に食膳を持っていかれるという災難にも遭っている。 - 基本的には短パンを履き、軽装で過ごしている。第10話でアディダスが流行した際には、自分の靴と靴下にマジックでアディダスマークを書き、周囲を半ば呆れさせ半ば感心させている。 - 牛島哲也：川辺太一朗 - 第6話で芹沢朋子のことが好きなことがわかる。 - 妹がいる。 - 夏休みはオーストラリアに旅行に行く予定。 - 薄井正：伊藤龍児 - 背が高く、男子の仕切り屋でもある。 - 有限会社“薄井酒店”経営者の息子。 - 最終話で石橋先生の妻をキャンプ場まで連れてくる。 - 岡田和人：石堂穣 - 第7話から登場。 - 母親が弁当屋で働いている。 - 匿名で電話相談の相談員をしたこともあるが、相談に乗るよりも本人が楽しんでいる様子だった。 - 岡田：斎藤誠治 - 第2話で牛乳の一気飲みに参加。第6話まで出演。 - 第7話以降に登場する岡田和人とは別人。 - 川井英幸：野口隆哉 - 父親が通産省に勤務している高級官僚にもかかわらず、頭が良い事が偉いとは限らないと発言したため嫌味にとられる事となった。 - 久我弘一：長尾豪二郎 - 4月25日の日直。サッカーが得意。つばさから好意を持たれていたが、実はマザコンであるため微妙な気分になる。 - スペシャル1終了後引っ越すことになり、思い出としてつばさとキスをした。 - 子安次郎：宝田慎一 - 父親が広告代理店に勤めている。その広告代理店が宣伝する「うちの子Tシャツ」を着ていくことになった時、それを嫌がっていた。しかし、チェッカーズのメンバーが着ている写真が雑誌に掲載されたことで、周囲の評価は一転する（第10話）。 - 修学旅行の時には、飛行機で東京に帰るなどちゃっかりした側面も見せる（スペシャル1）。ちなみに、スペシャルにおける演出は、当時使用されていた新幹線0系電車が移動に3時間近く掛かったことからできたことであって、現在は東京 - 京都間の移動は東海道新幹線（のぞみ・ひかりの各列車）のほうが早い。 - 佐藤純一：駒崎涼太郎 - 吉本家のパソコンに目をつけ、探偵団結成を思いつく。 - 思いがけず林絵里と付き合うことになる。 - 鈴木元：尾口康生 - 第7話から登場。 - 母親から犬の散歩を頼まれる。 - 鈴木：篠智弘 - 小柄で短髪。第6話までの出演。 - 第7話以降に登場する、鈴木元とは別人。 - 高丘祐二：小山洋 - 1974年8月（具体的な日付は不明だが、しし座であることから1日から23日の間であると思われる）生まれ。上級生に対する不満から会長に立候補し、選挙違反をしながらも当選するが、小林福一郎に頼まれて当選を辞退する。 - 5月25日、柴田と共に日直だった。 - 第8話では子安と一緒に「保険金詐欺」を行う。 - 姉（中山美穂）が一人いる。 - 手塚昌明：小林由治 - 巨漢で成績も悪く、それが原因でからかわれる。但し、いじめられっ子という訳ではなく、比較的陽気な性格である。 - 一度ダイエットに挑戦したこともあるが、失敗に終わっている。 - 中浦三平：伊勢将人 - 比較的陽気な性格。常に長ズボンをはいている。 - 第8話では小学生低学年向けの家庭教師のアルバイトをしようとしていた。 - 西村寛：高柳崇 - 腕時計はオメガをしている。 - 第5話で自衛隊に勧誘される。 - 井田麻由美が好き。 - 第7話、女子とのサッカー対戦ではゴールキーパー。 - 気絶した手塚をおんぶするよう居作に言われる。 - 野村俊明：長岡弘樹 - 6月5日、林と共に日直だった。 - 塾をサボり4組の中原久子と図書館デートをしている。 - 授業で当てられるとすぐに顔が赤くなってしまう。 - 羽田功：高橋良明 - 比較的陽気な性格。常に長ズボンをはいている。 - 遠足の前の学活の時「だまって俺について来い」を熱唱した。動物が苦手。 - 音痴である。 - 最終話で石橋先生の妻をキャンプ場まで連れてくる。 - 柳与志夫：加瀬悦孝 - 第7話から登場。「ブリヂストン」の意味を解説。 - 柳：小林正則 - 第3話でいづみをからかった際、いづみにビンタされた手塚をかばった。第6話までの出演。 - 第7話以降登場の柳与志夫とは別人。 - 山脇健次：長崎真純 - あまり表に出ることは無いが、第9話では実質的に主人公としての役割を果たす。 - 小学校3年次までは札幌に住んでいた。 - 天体観測部に所属している。 - 吉本安弘：大城戸義晴 - コンピュータが得意で、少年探偵をした際、データの整理をした。 - 朋子の家の側で偶然に放火現場に立会い、新聞にお手柄として掲載される。 - いづみからラブレターを貰うが、朋子の事が好き。 - 阿部千枝子：西村友里 - 学級委員。第10話では手塚の肥満に否定的な発言をするが、手塚には逆に好意を持たれている。 - 捨て猫を拾ってくるが家で飼えず仕方なく5年3組に連れてくるが、そのせいで騒動を巻き起こすことに・・・・。 - 五十嵐まりも：甲斐みどり - シナリオでは五十嵐毬藻。第4話では、祖父に見合いを勧める。 - 第12話では学校のプールの授業が生理と重なってしまい電話相談をする。 - 最終話で振られた小坂に対し「私が結婚して上げようか」と同情の眼差しで伝える。 - 井田麻由美：鈴木美恵子 - 両親が葬儀屋を経営している。 - 将来の夢はスチュワーデスであったが、（家業の）葬儀屋を継ぐ事を決心した。 - 第6話では1973年7月10日生まれとなっているが、小学生の調査であることと年齢設定が合わないことから間違いと考えられる。 - 年の離れた姉、同一誕生日の弟と姪がいる。 - 最終話の終盤で「撮影終了」の合図と共に鈴木美恵子に戻り、他の出演者に「普通の女の子に戻っちゃう」と言っていたが、現実には脇役が多くなったとはいえ現在も芸能界に留まっている（後述）。 - 今井今日子：広田愛 - メガネっ娘。 - 江藤千尋：平野みやま - 飼育係、クラスの金魚の「トオルちゃん」を死なせてしまう。 - 海老沢和美：山下亜紀 - 寿司屋の娘。クラスの会計係を担当している。男子に対しては厳しい。 - 兄が経営しているキャバレーを見て、「デートクラブニャンニャン」を作るが、石橋に止められてしまう。 - ファーストキスの相手は不本意な形で居作になった。 - 岡野史恵：高橋幸香 - 親が居酒屋を経営しており、自分も店の手伝いをしている。気が強い性格で眼鏡をかけている。 - 第12話で「運痴（ウンチ）史恵」というあだ名をつけられている。 - 動物が苦手。 - 加藤美津子：遠田昌美 - 4年生の時に金魚の「トオルちゃん」を世話していたが死んでしまい、飼育係の江藤と喧嘩になる。 - 父が家に帰ってきては酔っ払って暴力を振るうと電話相談をする。 - 鴨下優子：山口真紀 - 母親がテレビを見ているうちに家事がおろそかになることに悩んでいる。また、父方の祖母と母の折り合いも悪いようで第7話では「犬と猿は天敵ですか?」と質問している。 - 柴田晶子：松藤葉子 - 母親は有名なファッションデザイナー。 - 5月25日、高丘と共に日直だった。 - 第8話では井上元明と共にデートをし、金を稼ぐ。 - 第8話で石橋先生に「自分のお金なんだもの、遣おうと遣うまいと、先生にとやかく言われる筋合のものじゃないわ」と言う。 - 将来の夢はトリマー。 - 白井妙子：伊藤礼奈 - 毬藻と仲良し。 - マンションの住人の噂話のお陰で夏休みに引越すことになるが、石橋先生のアパートの近くに引越すことになった。 - 転校生として登場して番組は終了する。 - 諏訪いづみ：西尾麻里 - 親が薬局を経営。第3話では自分のことを酷女だと思い込み、悩む。朋子、絵里と仲が良い。 - 吉本にラブレターを書いた。 - 自宅の薬局には「あれもあります」とのこと。また、体形は小柄だが生理は朋子よりも早い（朋子の生理の描写は無い）。 - 夏休みは親の田舎の茨城に帰省予定。 - 芹沢朋子：川口智子 - 長身でロングヘアの美人である。また、ブラジャーを買うようになったのも早い。その一方で、小5の5月の時点ではまだ生理になっていなかった(彼女の生理の描写は無い)。 - 髪型は上記の通りロングヘアであるが、前髪を下ろしている点を除けばそれ以外に特徴的なところはない。ただ、第10話でファッションショーに出演した際には、ウェイブをかけたような髪型だった。 - 少々気が強いところがあり、クラスの男子で好きだと感じている人は一人もいない。一方その美貌は年長者からも気に入られているようで、第10話で六本木に行った際には、BMWに乗った成人男性に声をかけられている(朋子本人は男性のことを日本語を話せる外国人だと思っていた)。 - ピアノや剣道を習っている。 - 誕生日については、親友の諏訪いづみ・林絵里より早いという描写はあるが、具体的な生年月日は明かされていない。第6話では1973年5月3日生まれとなっているが、年齢設定に矛盾が生じることや小学生によって調べられたものであることから誤りと考えられる(ちなみに前述の生年月日は演じる川口の生年月日である)。 - 自宅は比較的富裕と考えられるが、家族の登場シーンは無く、親の職業についても話題にならなかった。なお、夏休みは1ヶ月軽井沢で過ごし、正月はハワイで過ごすとの事である。この話をしたときは少々自慢しているようだったが、一方でろくに勉強していない手塚昌明がアメリカ留学を決めた際は、他の同級生と同様相当不満そうだった。 - スペシャルIIの終盤で芸能界に入る。 - 親友に諏訪いづみと林絵里がおり、この二人と行動を共にすることが多い。前述のブラジャーの購入の際や六本木に行った際にもいづみと絵里が一緒だった。また、岡野史恵らと行動を共にすることもあり同性同士の付き合いはうまいほうである。 - 一方、男子の大部分とは折り合いが悪く、前述の通りきつい態度で接することが多い。尤も、トラブルの原因を作るのは基本的に男子であり、朋子が原因を作ることはほとんど無い。 - 服装はスカートを履くことが多く、その服も少しお金をかけたものが多いようである。一方、短パンやズボンを履くこともあり、第10話で六本木に行ったときは赤と白の縞模様のシャツに白のズボン、アクションカメラを持つ男子に追い掛け回されたときは黄色の短パンを履いていた（アクションカメラで狙われた女子では珍しく下着が見える格好はしていない）。 - 綱村みゆき：四條真友子 - 第6話までの登場。座席は吉本の隣。バレエ教室に通っているらしいがはっきりした事は不明。肥満体。 - 富永千果子：根本華代 - 髪型はショートカット。夏休みは家族とヨーロッパ旅行に行く。 - 林絵里：岩崎愛 - いづみ、朋子と仲が良い。実は純一が好き。誕生日は6月と考えられる。 - 6月5日、野村と共に日直。 - 両親とも多忙で一人でいる事が多い。 - 原島つばさ：山崎あかね - 運動神経が発達しており、サッカー部に入る。しかし、サッカー教室に行ったときは母親から猛反対を受けた。 - 久我の事が好き。 - 森原紀子：石原めぐみ - 大人びた顔・体形で石橋先生のことを慕っている。 - 石橋先生の妻は当初その外見から高校生だと勘違いした。 - 父親とは死別。 |

### ゲスト出演者
第1話
- 高丘祐太郎：吉原正皓
- 高丘信子：中山美穂
  - 祐二の姉。
- 高丘道江：真木洋子
- 小林稔：池谷健一
- 小林福一郎：歌澤寅右衛門
  - 市議会議員。
- 渡辺：鶴田忍
- 主婦：青木和代（第5話・第13話にも出演）、井上裕季子、松田真知子
- 第1シリーズの5年3組生徒（上記参照）

第2話
- 居作新太郎：横山やすし
  - 竜太郎の父。毎日新聞の販売店を経営している一方で、同社の系列であるTBSを酷評するが、NHKの番組を視聴することを竜太郎に勧めたこともあった。
  - 息子やその同級生に対しては厳しいが、自分には少々甘いところがある（もっとも、第8話で息子が新聞配達をしている描写がある）。
  - 新太郎がポルノビデオを見ようとした時に恵津子が現れ、テレビ番組（後述）を録画するためにビデオテープを探している時に新太郎が借りたポルノビデオを触っていることに気付き、押し問答が発生したが、他のビデオテープに録画することでその場を収めることができたが、恵津子は「変な人」と呆れていた。
  - 当番組のプロデューザー、八木が説得したが新太郎の怒りは収まらなかった。その帰りで優子を連れたタカ子に会い、竜太郎が優子にケガを負わせたことが原因でテレビを処分した。卵投げ事件（前日の家庭科で発生したこと）に抗議するため、新聞を持って教室に現れたことがあったが、竜太郎のクラスメイトから「帰れコール」を浴びた（4月25日の出来事。詳細は後述）。卵投げ事件やテレビの影響に関することは竜太郎の担任、石橋徹にも文句を言ったが、徹の説得で「テレビが原因ではない」と納得し、新しいテレビを買っている[注 6]。
- 居作恵津子：鷲尾真知子（第13話にも出演）
  - 竜太郎の母で、息子の成績の悪さに腹を立てている。TBSに抗議電話をした時は「今すぐ放送を止めてください！」や「天下のTBSでしょ」と批判し、教育に悪い番組を放送していることを理由に「『3年B組金八先生』の再放送をしてください」とリクエストしている。テレビそのものを嫌うが、自分が見たい番組（例：『徹子の部屋』〈テレビ朝日系列。ゲスト・片岡鶴太郎。1983年9月6日放送、通算1954回〉）は積極的に視聴し、「ビデオに録りたい」と新太郎に文句を言っている[注 7]。
- 鴨下タカ子：千うらら
  - 優子の母。大柄で、女子プロレスの中継やドラマ番組が好きで、食べ物を粗末にすることを理由に『8時だョ!全員集合』を嫌っている[注 8]。新太郎から新聞勧誘に遭ったが、新聞嫌いを理由に断っている[注 9]。娘が竜太郎に怪我をさせられたことに激怒し、居作家（新聞販売店の前）に殴り込んだこともあった。
- 鴨下佳男：江藤漢
  - 優子の父。巨人ファンであり、タカ子がプロレス番組を見ている時にプロ野球中継（大洋ホエールズVS読売ジャイアンツ - 横浜スタジアム）にチャンネルを変えてタカ子に怒られたが、「土曜の試合は見せてくれるって約束じゃないか」（原文ママ）と文句を言った。
- 新聞青年（石山・木元）：石橋貴明・木梨憲武
  - 新太郎の販売店で働く青年。ポルノビデオ『少女にナニがおこったか』と『濡れ濡れキョンキョン』を新太郎に貸すが、このうち『少女にナニがおこったか』については事情を知らない恵津子に消されてしまった[注 10]。新太郎にテレビを捨てたことで後悔してないかどうかの話をした後、石山の家でマージャンをしながらポルノビデオの鑑賞会をすることを新太郎に話して誘っている。
- 関口宏
  - 本人役。『クイズ100人に聞きました』の司会者。ナレーター（屋根裏のアナウンサー）の橋本テツヤも声の出演で当番組に出演した（ノンクレジット）。同番組には「吉祥寺本町小学校チーム」と「木更津八百吉チーム」が出場した[注 11]。なお、当作品には1問目が劇中に登場したが、出題文は「東京の小学5年生100人に聞きました。世の中から無くなって困るものは何？」であった（正解6つ[注 12]）。同番組の収録時および収録後は荒牧のペースに参ってしまうことがあり、楽屋（A化粧室）のシーンで「まるで動物園のパンダだ」を愚痴を漏らしたこともあった。楽屋（A化粧室）のシーンで荒牧が益田らを呼んで関口が招き入れた後、徹は「ヤラセではないか？」と関口に聞いたが、関口はそれを否定し、雑念が命取り（敗因）となったことを話している。
- 山本晋也
  - 本人役。『TV海賊チャンネル』（日本テレビ系列）のレポーター。ベッドシーンを楽しむアベックを取材する。同シーンには「スタジオの所さん」というセリフがあるが、当ドラマに小坂忠太郎 役で出演する所ジョージとは無関係である（パラレルワールド）。
- デスク：新井今日子
  - TBS社内で上司の話を聞き、謝る女性社員。
- 行商人：岸野一彦
- アベック：ミッキー柳井・高中流水
  - 『TV海賊チャンネル』（日本テレビ系列）に中継で出演したアベック。ベッドシーンの感想を山本に伝える。
- 受付嬢：今関泉・松山薫
  - 日本テレビの受付嬢。同局が製作した『TV海賊チャンネル』の内容に文句を言いたい小坂に応対する（このシーンのみ日本テレビの旧社屋内で撮影。同シーンの直前に千代田区麹町にあった旧社屋の外観も映る）。

第3話
- 諏訪秀夫：大塚周夫
  - いづみの父。薬剤師。
- 諏訪順子：水原由貴
  - いづみの母。
  - スペシャルにも登場するが、配役は変更されている(後述)。
- 森原瑞穂：島かおり
  - 紀子の母。スーパーで働いている。
  - 夫が亡くなってからまだ2年経っていないものの、再婚を考えている。
- 平野麻紀：イブ
  - いづみの親戚。小坂に告白されるが断ってしまう。
  - 喫煙者で、実は整形美人。
- 長谷川：西尾徳
  - 紀子の母が再婚を考えている相手。
- 警官：須永慶
- 美容師：郷道由起子
- 女子大生風美女：竹内加奈子
  - 諏訪薬局に薬を買いに来た美女。
- 店員：高橋衿子
- 主婦：摂祐子
- チンピラ：伊藤康二、渥美博

第4話
- 五十嵐宗一郎：殿山泰司
  - まりもの祖父。孫の協力の下見合い結婚を試みるが…。
- 五十嵐幸子：根岸明美
  - 宗一郎の娘でまりもの母。父親に対して冷淡。
- 五十嵐篤：島田彰
  - 宗一郎の婿養子でまりもの父。
- 五十嵐一郎：加藤善博
  - まりもの長兄。
- 五十嵐二郎：酒井俊也
  - まりもの次兄。
- 沢木ハナ：大路三千緒
  - 宗一郎のかつての婚約者。
- 葉子：松岡ちさと
- 葉子の父：伊藤正博
- 老女：松本苗子
- 主婦：和泉今日子、由花ゆかり

第5話
- 井田義輔：荒井注
  - 真由美の父。葬儀屋を経営している。
  - 小学生の頃は、パイロットになることが夢だった。
- 井田真佐子：猪俣光世
  - 真由美の母。
- 里見恵一：鶴岡修
  - 真由美の父親を名乗って井田家に来た男性。自分の血液型から娘を取り違えたと思い込むが、後に間違いであることを知る。
- 里見千賀子：鳥居恵子
  - 恵一の妻。飛行機の客室乗務員。
- 中浦周平：平泉成
  - 三平の父。大手下着メーカー「フランソワ」の企画宣伝部で働いていたが、社内の対立勢力に嫌がらせを受け、辞職。その後はペンションの経営を計画するが、資金繰りがうまくいかずに、挫折。現在は、大手企業傘下の焼き鳥屋「養労乃瀧 吉祥寺3号店」（フランチャイズ店か否かは不詳）を妻と共に経営している。
- 中浦康子：吉田未来
  - 三平の母。
- 岡野剛：加世幸市
  - 史恵の父で元読売ジャイアンツの選手。
  - 過去の栄光にとらわれていたが、周平が焼き鳥屋を経営するようになってからは、人一倍一生懸命になった。
- 岡野かをり：田坂都
  - 史恵の母。夫と一緒に居酒屋「かをり」を経営している。
- 西村の母：船場牡丹
- 薄井の父：松田章生（第8話にも登場）
  - 「薄井酒店」の経営者。髪が薄いためにネタにされやすい。
  - 息子との共演シーンは放送されなかった。
- 麻由美の姉：あさののぞみ
- 病院長：須永慶
- 美女：佐々木リエ
- 田代：土田嘉男
- 店員：佐久間一生
- オバさん：中沢敦子、島田令子、青木和代
- 自衛隊の人：横内直人、靄野光弘

第6話
- 明智小五郎：田代隆秀
  - 厳密には小五郎役の俳優。吉祥寺で行われた『少年探偵団』の撮影現場にいた。
- 怪人二十面相：河上恭徳
  - 厳密には怪人二十面相役の俳優。佐藤にギャラがいくらかを聞かれる。
- 牛島弘文：坂部文昭
  - 哲也の父親。『丸徳産業』の課長。受付嬢の松原みさおとは、3年越しの不倫関係にあるが、妻とも夜の営みを続けている。
- 牛島レイ子：上杉二美
  - 哲也の母親。夫との仲は良いようであるが、一方で受付嬢の松原のことは知らない。終盤で第三子を妊娠。
- 牛島ともみ：中村礼奈
  - 哲也の妹。外に怪しい男がいるのを知らせる。
- 吉本毅：藤木孝
  - 安弘の父親。電機メーカー、『セントラルエレクトリック』に勤務している。企業機密を持ち出し「とらばーゆ」を企てるが、息子のフロッピーディスクを持っていってしまう。眼鏡をかけてダンディな雰囲気。
  - この回のメインキャラクターの父親の中では、唯一妻が登場しない。
- 松原みさお：浅見美那
  - シナリオでは松原奈緒美。荒牧の紹介による、小坂のお見合い相手。『丸徳産業』の受付嬢。実は哲也の父が妻帯者であることを知りながら、3年に渡って不倫関係にあり、小坂と哲也を落胆させる。
- 佐藤克巳：金子研三
  - 純一の父親。『佐藤書店』の店主。24時間営業のスーパー『パーソン』の出店により、売り上げ50%減の窮地に。
- 佐藤厚子：東美江
  - 純一の母。
- 野村の母：玉井碧
- ヒゲの男：蟹江栄司
  - 『セントラルエレクトリック』の企業機密を狙うライバル企業の男。
- サングラスの男：小林福一郎
  - 正体不明の男。少年探偵団を尾行しているように見えるが、実際のところは不明。夜の牛島家や本町小にも現れる。実は興信所に勤務している男。
  - 台詞はなく、終始無言だった。
- 若い妻：後藤いずみ
  - 小坂先生の隣人。
- 若い夫：島津現自
  - 上記の隣人の夫。
- 中原久子：近藤絵麻
  - 塾をサボった野村と図書館で一緒に勉強をするガールフレンド。5年4組の生徒。
- 放火魔：柴崎正
- 大学生：佐久間哲、石黒博

第7話
- 原島武彦：遠藤剛
  - つばさの父。やり手の弁護士で冠番組を持つが、家庭内では影の薄い存在。
  - テレビの中で匿名で出演した石橋の母と対談し、もっともらしいことを言うが、自分の妻と母の対立については気づいていない模様。
- 原島志津香：浅利香津代
  - つばさの母親。日本舞踊を教えている。姑のサダとは折り合いが悪い。つばさがサッカーを習うことに猛反対し、サッカー教室で今すぐ家に帰ることをつばさに伝えたが、つばさは拒否した。その後、ヘディングを実演している時に釜本がミスをし、後頭部にボールが当たって倒れてしまうが、釜本が謝る姿に惚れ込んでしまう。つばさ曰く、「うちのお母さんにかぎって」とのこと（ナレーションより）。
- 原島サダ：千石規子
  - つばさの父方の祖母。サッカーに夢中。息子の嫁である志津香とは折り合いが悪く、いつも反対のことを言う。
- 石橋先生の母：菅井きん
  - 本名は石橋三代子。荒牧に瓜二つだが、性格はかなり異なる。息子のことを「徹ちゃん」と呼ぶ。64歳。
- 久我の母：坂井寿美江
- サッカーコーチ：とんねるず
  - つばさが所属するサッカーチームのコーチ。当初は、つばさのチーム入りを拒否していたが、彼女の実力を認め、入団を認める。
  - 名前がそのまま役名になっている。
- 司会：中丸新将
- 釜本邦茂
  - 本人役。サッカー教室（「釜本邦茂 サッカー教室」）のコーチとして出演し、シュートの放ち方などを教える。釜本がシュートした時は母親たちが歓声を上げたが、とんねるずとヘディングを実演している時につばさの母親、志津香の後頭部にボールを当てた時は自らがミスをしたことを反省し、真っ先に駆けつけてとんねるずに「電話して」と伝えている。
- 踊り指導：花柳日夏
- 方言指導：市川千恵子

第8話
- 海老沢守：福原一臣
  - 海老沢和美の父。職人気質の寿司職人。『ウルトラQ』が好きで、和美にカネゴンのことを話す。
  - 息子の純が詐欺の被害にあった時は、背中を向けたまま「世の中舐めとるからだ!」と言っていたが、本当はろくに貯金をしていなかったため、息子に金を貸したくても貸せない状態だった。
- 海老沢美奈：木瓜みらい
  - 海老沢和美の母。
- 海老沢純：谷村好一
  - 海老沢和美の年の離れた兄。大学生だがキャバレー（性風俗ではない）を経営している。妹とは仲が良い。
  - 新店舗の開店を試み清水正一に協力を仰ぐが、開店資金の500万円を持ち逃げされる。
- 咲枝：室井滋
  - 本名は深沢治子だが岩田咲枝の偽名で暗躍している。
  - 小坂先生を含む未婚の30代男性に接近して金を奪った。ストーリー終盤で逮捕される。
- 清水：河上恭徳
  - フルネームは清水正一。郵便局の職員を名乗り、小学校に来た男。実際は前科5犯の詐欺師で、郵便局の職員や経営コンサルタントに成りすましていた。
  - 吉祥寺本町小学校を含む都内の4つの小学校で「子供銀行」を開設し、小学生たちが預けた金を自分のものにしていた。
- 係員：須永慶
- 老人：三川雄三
- 主婦：木村翠
- 大学生：和田賢司
- 女子大生：田中澄子
- 女子大生：宇佐美眉
- バスガイド：君島恭子
- アナウンサー：湊亜矢子

第9話
- 柏原芳恵
  - 本人役。劇中の歌番組、「(秘)！スター会いたかった DE ショー」にゲスト出演。小坂の元教え子で、小学生だった当時は「（小坂）先生のお嫁さんになりたい」と司会者に明かしている。その後、同番組内で小坂と再会したが素っ気ない表情を見せ、態度もそれと同様となった。同番組内では自身の持ち歌、「待ちくたびれてヨコハマ」を熱唱している（同曲はこの回のオープニング曲を兼ねる）。
- マネージャー：栗田貫一
  - 柏原芳恵のマネージャー
- 司会者：中島陽典
  - 劇中の歌番組、「(秘)！スター会いたかった DE ショー」の司会者。柏原に初恋などの話をする。
- 木下黎：磯崎亜紀子
  - 札幌にいた頃の健次の同級生。
  - 1985年6月5日より、吉祥寺本町小学校に通い始めるが、短期間で転校してしまう。
- 山脇敦子：中島晴美

第10話
- 子安栄一：正道武
- 子安民子：水木薫
- 柴田なぎさ：白鳥貴恵子
  - 晶子の母。
- 手塚満夫：市川旭
- 手塚奈緒子：大井小町
- 諏訪秀夫：大塚周夫
- レポーター：三雲孝江
  - 厳密には出演者ではなく、出演している子役たちに質問をするという役回りだった（ただし、質問の内容と答えは脚本に書かれていた）。
- 英語塾教師：宮沢元
- 金髪青年：堀勉
  - 朋子が六本木で会った男。BMWに乗っていたため、外国人に間違えられた（いづみと絵里にはそのファッションを酷評される）。
- AD：和田賢司
- 司会：新井今日子
- 外人：ベン・ミラー
  - いづみ、朋子、絵里の3人が六本木で外国人と話そうとしていた時に会った宣教師。
- 諏訪薬局の客：高山千草
- モデル：聖ミカ、仲山みゆき
- ギャル：吉実いさ子、前田光子
- 振り付け：裕幸二
- 他のモデル：ファッションユニ

第11話
- 鈴木和代：左時枝
- 阿部るり子：三浦真弓
- 阿部直哉：津野哲郎
- 羽田の母：深谷みさお
- トリマー：北川智繪
- 受付：杉本こず江
- デザイナー：芦沢孝子
- 床屋：山田博之
- 部下：千葉茂
- 部下：広森信吾
- 婦人：酒井麻吏
- 婦人：香山エリ
- 獣医：須永慶
- PTA：沢柳恵子、五十嵐美鈴々
- ダンス指導：百々義則
- 三味線指導：杵屋叟兵衛

第12話
- 林淑子：藤田弓子
  - 絵里の母親。子どもの悩み事相談を行っているが、自分の娘にの悩みについてはあまり関心を持っていなかった。
- 林博：須永慶
- 中野先生：中村れい子
- 加納亜希子：結城しのぶ
  - 石橋先生の元恋人。
- 岡田啓子：山本道子
  - 和人の母親。弁当屋で働いている。
- 岡田利一：中吉卓郎
  - 和人の父親。
- 評論家：大林丈史
- 弁当屋の従業員：阿部光子
- 司会者：中丸新将
- テレビ回答者：大山豊
- ラジオ回答者：市川勉
- 司会：村瀬康彦
- 主婦：柚花ゆかり、三田恵子、佐々間奈知子
- ピアノ演奏：権代敦彦

第13話
- 白井鬼三郎：丹古母鬼馬二
  - 白井妙子の父親。悪役俳優でいかつい表情。
- 白井紀美子：朝比奈順子
  - 白井妙子の母親。夫の悪評に頭を悩ませている。
- 夏川先生：市山登
- 山崎：宮城健太郎
- 刃物屋：谷津勤
- 警官：上田耕一、坂田祥一朗
- 主婦：青木和代、島田果枝
- 男：菊川予市

### スペシャル

#### ゲスト出演者
第1期
- 米崎みゆき：鳥居かほり
  - 修学旅行に同行した看護婦。
  - 後年放送の『パパはニュースキャスター』の米崎みゆきは同姓同名の別人である。
- 諏訪順子：松本留美
  - いづみの母親。
  - 本編にも登場するが配役は異なる。
- 海老沢民子：児島美ゆき
  - 和美の母。
- 芦沢冴子：高橋かおり
  - 子安のペンフレンド。
- 森野清五郎：藤木孝
- 平川：綾田俊樹
  - 宣伝部員。
- 松村真弓
- 秋野まりこ
- 西村晃
  - 水戸黄門役の俳優。撮影現場に乱入した居作達を止めようとした石橋先生を見て「あの先生にかぎって。八兵衛、様子を見てみましょう」と言った。
- 伊吹五朗
  - 渥美格之進役の俳優。印籠を見せるよう子供たちにせがまれる。
- 高橋元太郎
  - うっかり八兵衛役の俳優。石橋を見て、役者として起用しようとする。
- せんだみつお
  - 煙の又平役の俳優。居作たちの土産用の印籠を見て、土下座をする
- 鳥越マリ
  - 富田香織役の女優。

第2期
- 12年後の羽田功：柳葉敏郎
- 12年後の諏訪いづみ：渡辺典子
- 塩川先生：松澤一之
- 和田カオル：石野真子
- さやか：室井滋
- 加藤善博
- 斎藤晴彦
- 中山美穂
- 後藤久美子

## 最初で最後の共演
- 第2期の第2話で、田村と同い年の横山やすしと関口宏がゲスト出演し、とんねるずもゲスト出演した。やすしにとっては、最初で最後の田村と関口と、とんねるずとの共演であり、関口にとっては田村と久しぶりの共演である。

## 出演した子役のその後
出演した子役の大部分はすでに引退しているが、西尾まりや鈴木美恵など現在も第一線で芸能活動を続けている人もいる。
また、川口智子や長尾豪二郎のように引退後にテレビ出演をして近況を報告したり、広田愛のように宝塚歌劇団で活動を行ったものもいるが、引退した子役のほとんどはその後公の場には姿を見せていない。
一方高橋良明は、1989年1月に交通事故のため16歳で夭折している。

## 吉祥寺本町小学校について
設定として以下のようになっている。
- 所在地：東京都武蔵野市吉祥寺本町
  - なお吉祥寺本町小学校は実在しないが、撮影で使われたのは武蔵野市立本宿小学校（Part1）と、中央本線を挟み本宿小の南側にある武蔵野市立第三小学校（主にPart2）。
- 開校記念日：1935年6月3日
- 姉妹校：アリゾナ州フェニックス第一小学校
- 修学旅行：京都市にて2泊3日で行われる。また、6年生になってからではなく5年生の終わりに行われる。

## 放送データ
- 第1期 1984年8月17日 - 9月28日 金曜日 20:00-20:54 全7回
  - 主題歌『星屑のステージ』（チェッカーズ）
  - 平均視聴率17.3%、最高視聴率20.4%（関東地区、ビデオリサーチ調べ）

1. 先生!ブスが好きなんですか (1984年8月17日)（視聴率[9]12.6%）
2. 女のヨロコビってなあに? (1984年8月24日) （視聴率18.8%）
3. 禁じられたアソビ (1984年8月31日) （視聴率17.9%）
4. まさか!うちの親にかぎって (1984年9月7日)（視聴率16.1%）
5. 親よりお金 (1984年9月14日) （視聴率16.3%）
6. 転校生はスーパーヒーロー?! (1984年9月21日) （視聴率18.7%）
7. ちいさな恋のものがたり (1984年9月28日) （視聴率20.4%）

- 第2期 1985年4月12日 - 7月26日 金曜日 20:00-20:54 全13回
  - 主題歌（第1-3、5-7、10-12話）『ティーンネイジ・ドリーマー』（チェッカーズ）
  - （第4話）『骨まで愛して』（城卓矢）
  - （第8話）『だまって俺について来い』（ハナ肇とクレージーキャッツ）
  - （第9話）『待ちくたびれてヨコハマ』（柏原芳恵）
  - （最終話）『俺たちのロカビリーナイト』（チェッカーズ）
  - 平均視聴率15.9%、最高視聴率20.7%（関東地区、ビデオリサーチ調べ）

1. 毎度おさわがせします! (1985年4月12日) （視聴率20.7%）
中部日本放送は当初この第1話を同時ネットせず、セリーグ開幕戦の中日対ヤクルト戦中継を放映する予定だった。しかし、当該試合が雨天中止となったため同時ネットとなった。
2. 俗悪テレビ番組　文句あるなら云うてみい (1985年4月19日) （視聴率15.6%）
3. あたし…オンナになっちゃった (1985年4月26日) （視聴率19.6%）
4. 骨まで愛して (1985年5月3日) （視聴率13.8%）
5. スチュワーデス物語 (1985年5月10日) （視聴率19.6%）
6. ボクらは少年探偵団 (1985年5月24日) （視聴率14.7%）
7. キャプテン翼物語 (1985年5月31日) （視聴率16.4%）
8. カネゴンの逆襲 (1985年6月14日) （視聴率14.2%）
9. 転校少女にナニが起こったか? (1985年6月21日) （視聴率13.8%）
10. エリマキトカゲはどこへ行った? (1985年7月5日)（視聴率13.3%）
11. ニャンニャンしましょ♥ (1985年7月12日)（視聴率14.6%）
中国放送は、プロ野球広島対ヤクルト戦中継を放映するため、7月14日に振替放送を行った。
12. 女心がわからないんです… (1985年7月19日)（視聴率14.6%）
13. うちの子にかぎって…は永遠に不滅です! (1985年7月26日)（視聴率15.6%）

- スペシャル1 1986年4月18日 19:20-20:54
「金曜日の子供たちへ 水戸黄門と夢の共演!! 京都修学旅行大騒動」
  - 『水戸黄門』の宣伝を兼ねており、出演者が役名で登場している。
- スペシャル2 1987年4月1日 19:00-20:51（ニュース特番で30分繰り下げ）
「男女6人春物語 卒業記念風雲!たけし城大攻防戦」

## スタッフ
- 脚本：伴一彦（スペシャル2のみ遊川和彦）
- 技術：宮原博
- 撮影：大場俊
- 映像：豊中俊栄
- 照明：松村劦
- 音声：八木沢正
- 編集：山下雅史
- 音響効果：平田研吉
- 選曲：山内直樹（NSL）
- 演出：松田幸雄、吉田秋生、塩川和則、伊藤一尋（第2期のみ）、遠藤環（第2期及びスペシャル1）
- プロデュース：八木康夫、松田幸雄
  - 八木は第2期の第2話で顔出し出演している（登場時は電話をかけており、その直後のシーンで「この人、本当のプロデューサー」と表示された）。このときの役回りは番組内容の抗議に来た居作の父親を説得する役だった。

## お遊び
第2期とスペシャルの中ではTBS製作のテレビドラマであることを生かした、ある種の「お遊び」が見受けられた。代表例として以下のようなものがある。なお、第2期第2話は「小学生とテレビの関係」をテーマとした回であったため、他局の番組の演出および映像やBGMが流れるシーンが少しだけあった。
- 第2期
  - 第2話
    - 冒頭部で居作竜太郎が第2期の第1話を見ているシーンが放送されている[注 14]。また、小坂を演じた所ジョージのレギュラー番組、『TV海賊チャンネル』の放送内容に文句を言うため日本テレビに抗議に行く場面や、当番組のプロデューサーである八木康夫が本人役で登場するシーンもあった。ストーリー終盤では、ゲスト出演したとんねるずの持ち歌である『一気!』をカラオケで歌うシーンもあった。なお、同話の給食シーン（1回目）にはクラスメイトが大合唱するシーンもあり、ここでクラスメイトたちが牛乳の一気飲みにチャレンジする描写がある[注 15]。
    - 居作新太郎（演 - 横山やすし）が卵投げに対する抗議のため、新聞を持って教室に現れた。クラス全員に「教養を付けるため新聞を読むように」と毎日小学生新聞を渡すが、中浦三平から「どうせくれるんならスポニチくれりゃいいだろ！」と突っ込まれ、新太郎が「おい！ お前競艇行くんか？」と突っ込みを返してくるシーンがある。また第2話では新太郎がTBSを酷評し、同社および系列企業（毎日新聞社、スポーツニッポン新聞社）の名前が出ている。なお、横山やすしが演じた「居作」の姓は、居作昌果に由来する。
    - 居作家が夕食を摂っている際、自宅のテレビに『毎度おさわがせします』の大沢徹（演 - 木村一八）と森のどか（演 - 中山美穂）の性行為のシーンが映っており、横山が木村のアップシーンで慌ててテレビを消すシーンがあった。

  - 第8話
    - 遠足の帰りのバスの中で、石橋がカラオケで「パート1」の主題歌である『星屑のステージ』を歌おうとしたところ、子供たちの希望で同第5話の再放送を見ることになる。ちなみに、この回はパート1の第5話と同じく、子供たちの金に関係する内容だった。

  - 第10話
    - 冒頭部でレポーターの三雲孝江が出演する子役たちに質問するシーンが放送された。なお、このシーンの質問は基本的に脚本に記されていたものである。

  - 最終話
    - 本編終了のシーンの後、「撮影終了」の合図があり子役たちが自由な会話を楽しむシーンが放送された。なお、居作竜太郎役の大原和彦が「僕たちのせいで撮影が遅れて」という場面があるが、これはシナリオに書かれていたものではない。これに近い演出は後年、『パパドル!』（2012年放送）でも行われた。

- スペシャル
  - スペシャル1
    - 冒頭部でTBSの建物を映した後、コート姿の田村が現れ、歩きながらスタッフと話をする場面が放送された。また、中盤では『水戸黄門』の出演者が登場し、ドラマの撮影現場に子供たちが乱入するという場面もあった。

  - スペシャル2
    - スペシャル1同様、冒頭部では田村とスタッフが本人役で登場。その後、田村が来ない事をいいことに所が田村の髪型を模したかつらを被って番組を乗っ取ろうとする（無論これは演出である）。田村が来てプロデューサーの八木が静かにするように言ってもうるさいままだったが、田村の一言でようやく静かになる。その後、卒業遠足でTBSを訪れ、中山美穂（本編にも出演）と後藤久美子が『ママはアイドル』の宣伝を行う。